# フューチャーポップ
フューチャーポップ (Futurepop) とは、シンセポップ（主に楽曲構造やボーカルスタイル）、高揚感のあるトランス（壮大さや、シンセのアルペジエートによるメロディ）などからの影響を吸収した音楽ジャンルである。

## 概要
VNV Nation（英国乃至アイルランド発、現ハンブルク）のロナン・ハリスとApoptygma Berzerk（ノルウェイ）のステファン・グロスにより、彼らのバンドの創り出す音楽のスタイルを表現する為に考え出された造語である。メインシーンは主にドイツで、日本では元になったEBM（ベルギー発）の知名度が浸透していないこともあり、定着していないのが現状である。また参考までに国を示したが、グローバルな相互の影響から現れたという面もまた、日本ではうまく伝えられていない。EBMとエレクトロインダストリアルの両方の音楽文化の副産物として西ヨーロッパで発展し、1990年代後半にVNV Nation、Covenant、Apoptygma Berzerkなどのアーティストとともに登場し始めた。他の主要なジャンルのアーティストは、Assemblage 2、Icon of Coil、Neuroticfish、ローターサンド。

## 特徴
フューチャーポップは、主にその「テクノイド」と「ダンス指向」、ポップミュージックの構造、キャッチーなメロディー、「トランスビートの広範な使用」、そしてボーカルの欠如によって特徴付けられている。このジャンルは、「シンセポップの叙情的でボーカルな構造を保持している」という点で、通常のトランスミュージックとは区別される。その「透明感のあるサウンド」と「スムーズな制作」スタイルは、「チャート対応」や「音楽クラブ向けにデザインされている」と評価されている。
Assemblage 23のTom Shearは、皮肉を込めて「ほとんどが90年代のトランスパッチで歌えない人々」と表現した。